# Китовка (Инза)
Китовка — упразднённое в 1946 году село, вошедшее в черту города Инза Ульяновской области России. Ныне микрорайон «Китовка» города Инза.

## География
Село находилось на реке Сюксюм, в 1 км от сельца Троицкое, в 2 км от д. Дубенки, в 3 км д. Белая Горка (Дуловка), в 4 км от сельца Высоком Пазухине. Ближайшие села: Сюксюм в 5 км, Труслейка в 6 км и Вырыпаевка в 10 км. Расстояние до Симбирска 162 км, до Карсуна 72 км.

## История
Село Китовка основано в 1676 году служивыми людьми во главе с Евсевием Китовым.
В 1780 году село Рожественское Китовка тож, при речке Сексеме, однодворцев, помещиковых крестьян, из Симбирского уезда вошло в состав Карсунского уезда.
В 1809 году прихожанами был построен каменный храм. Двухпрестольный: главный — во имя Рождества Христова и в приделе — во имя Живоначальные Троицы (каменная Христо-Рождественская церковь, построенная на средства помещика Ознобишина, не сохранилась).
На 1859 год село Китовка (Рождественское), однодворцев, по дороге в город Пенза, находилось во 2-м стане Карсунского уезда Симбирской губернии, имелось: церковь, 3 кожевенных завода.
В 1861 году Дмитрием Петровичем Ознобишиным была открыта земская школа.
Церковно-приходское попечительство существует с 1883 года.
В 1897 году рядом с селом открылась железнодорожная станция Инза на новой линии Московско-Казанской железной дороги. Через некоторое время у станции начали подселяться жители Китовки, а посёлок назвали Китовский.
В 1900 году прихожанами был построен новый деревянный храм. Престолов в нём три, из которых освящён только один — в правом приделе во имя Живоначальные Троицы (деревянная Троицкая церковь, не сохранилась).
В 1912 году, взамен сгоревшей деревянной школы, была построена новая каменная школа.
На 1913 год в селе имелось: две церкви, училище, базар по четвергам.
В 1915 году, севернее села, ближе к лесу, был основан областной детский санаторий, рядом с которым был построен посёлок для обслуживающего персонала. В 1935 году санаторий был преобразован под военный госпиталь. После завершения Великой Отечественной войны в начале 1946 года был открыт противотуберкулёзный санаторий «Инза», где проходили лечение военные, заболевшие туберкулезом, ныне Областной противотуберкулёзный санаторий имени врача А. А. Тамарова, ул. Санаторная. 
На 1924 год село Китовка Инзенской волости, административный центр с/с, в который входили: с. Китовка, д. Красная Слободка и д. Пазухино. В селе имелось: ветеринарно-фельдшерский пункт, школа 1 ступени. 
Во времена НЭПа, напротив села, на левом берегу реки Сюксюм, была основана деревня Заречное, ныне улица 1-я и 2-я Заречная.
В 1929 году село вошло в состав Инзенского района Средне-Волжского края.
На 1930 год село Китовка в Инзенском с/с, куда входили: с. Китовка, д. Заречное, д. Пазухино и детский санаторий.
С 13 августа 1941 года по 28 сентября 1945 год в п. Китовка в помещениях бывшего детского санатория и Китовской восьмилетней школы (ныне Инзенская средняя школа № 3) располагался военный госпиталь № 3282, с числом коек 300-500. 
31 октября 1946 года, Указом ПВС СССР, р. п. Инза преобразован в город Инза районного подчинения, присоединив село Китовка и деревню Пазухино, а также д. Заречное, посёлок санатория и п. Красная Слободка.

## Население
- На 1780 год в селе Рожественское Китовка тож жило: 43 однодворцев и 70 помещиковых крестьян (ревизских душ)[4];
- На 1859 год — в 58 дворах жило: 226 муж. и 263 жен.[5];
- На 1897 год в селе Титовка (Китовка) в 118 дворах жило: 311 муж. и 324 жен.[15];
- На 1900 год в с. Китовке в 110 дворах жило: 345 м. и 362 ж.[8];
- На 1913 год — в 123 дворах жило: 445 муж. и 461 жен.[10];
- На 1924 год — в 230 дворах жило 1208 человек[12];
- На 1930 год — в 233 дворах жило 1119 человек[13];

## Известные уроженцы
- Башмаков Флегонт Миронович (1774—1859) — декабрист, разжалованный из полковников артиллерии в рядовые Черниговского пехотного полка (1820). Участник Итальянского похода Суворова (1799), русско-турецкой (1806—1812) и русско-шведской (1808—1809) войн, Отечественной войны 1812 года. Родился в селе Китовка.
- Воронин Юрий Дмитриевич — советский организатор сельскохозяйственного производства, Герой Социалистического Труда. Родился в селе[16].

## Достопримечательности
- Обелиск советским воинам, умершим от ран в госпиталях в 1941-1945 гг. [14].